# Cricket World Cup 2011
Der ICC Cricket World Cup 2011 (bengalisch ২০১১ ক্রিকেট বিশ্বকাপ; Hindi २०११ क्रिकेट विश्व कप; singhalesisch 2011 ක්‍රිකට් ලෝක කුසලානය; Tamil 2011 துடுப்பாட்ட உலகக்கோப்பை) wurde vom 19. Februar bis zum 2. April 2011 in Bangladesch, Indien und Sri Lanka ausgetragen. Pakistan wurde infolge des Angriffes auf die Cricket-Nationalmannschaft von Sri Lanka im Jahr 2009 als Mitgastgeber abgesetzt. Es war der zehnte Cricket World Cup im vierjährlichen Turnierzyklus im One-Day International-Format, der vom Weltverband International Cricket Council (ICC) organisiert wird, und der dritte auf dem indischen Subkontinent. Dort fanden zuvor die Cricket World Cups 1987 und 1996 statt. Die Eröffnungsfeier fand am 17. Februar 2011 im Bangabandhu National Stadium in Dhaka statt.
14 Cricket-Nationalmannschaften nahmen am Cricket World Cup 2011 teil: Die damals zehn Test-Cricket-Länder (Australien, Bangladesch, England, Indien, Neuseeland, Pakistan, Simbabwe, Sri Lanka, Südafrika und die West Indies), sowie die vier besten Mannschaften des Cricket World Cup Qualifier 2009 (Irland, Kanada, Kenia und die Niederlande). Während des Cricket World Cup 2011 wurden 49 Spiele absolviert, darunter 42 in der Vorrunde und sieben in der Finalrunde, einschließlich des Finales. Die Mannschaften wurden in zwei Gruppen zu je sieben Teams eingeteilt, wobei jedes einmal gegen die anderen der Gruppe antrat. Die vier besten Mannschaften jeder Gruppe qualifizierten sich für das Viertelfinale. Dieser World Cup wurde im One-Day International-Format ausgetragen, wobei jedes Team jeweils ein Innings über maximal 50 Over bestritten hat.
Der Mitgastgeber Indien gewann das Finale im Wankhede Stadium in Mumbai gegen den Mitgastgeber Sri Lanka mit sechs Wickets und somit seinen zweiten Titel. Damit wurde es die dritte Cricketnation, die ihren zweiten Titel gewann, nach Australien (1987, 1999, 2003, 2007 und später 2015) und die West Indies (1975 und 1979). Es war das erste Mal, dass der Gastgeber einen Cricket World Cup gewann. Es war das erste Finale in der Turniergeschichte, in dem zwei asiatische Mannschaften aufeinander trafen und seit dem Cricket World Cup 1992 das erste Finale ohne Australien (dem Titelverteidiger). Nach dem Finale von 1987 war es das zweite, dass in Indien stattfand. Das Finale lockte etwa eine Milliarde Fernsehzuschauer vor die Bildschirme. Neuseeland und Pakistan waren die anderen beiden Halbfinalisten. Der Titelverteidiger Australien unterlag im Viertelfinale in Ahmedabad dem Gastgeber Indien mit fünf Wickets. Südafrika verlor sein Viertelfinale in Dhaka gegen Neuseeland mit 49 Runs.
Im Juni 2020 kamen Behauptungen auf, dass das Finale manipuliert und von Sri Lanka an Indien verkauft worden sei. Sri Lankas früherer Sportminister, Mahindananda Aluthgamage, sagte dazu: „Das Finale des Cricket World Cup wurde manipuliert. Ich stehe zu dem, was ich sage. Das geschah, als ich Sportminister war.“ Zuvor behauptete auch der ehemalige Kapitän von Sri Lanka, Arjuna Ranatunga, dass das Finale manipuliert worden sei, und forderte eine Untersuchung dieser Angelegenheit. Im Juli 2020 wurde die Untersuchung jedoch vom ICC eingestellt, nachdem keine stützenden Beweise zur Überprüfung der Vorwürfe vorgelegt werden konnten. Das ICC fügte hinzu, dass es keinen Grund gäbe, an der Integrität des Turnierfinales zu zweifeln.

## Vergabe

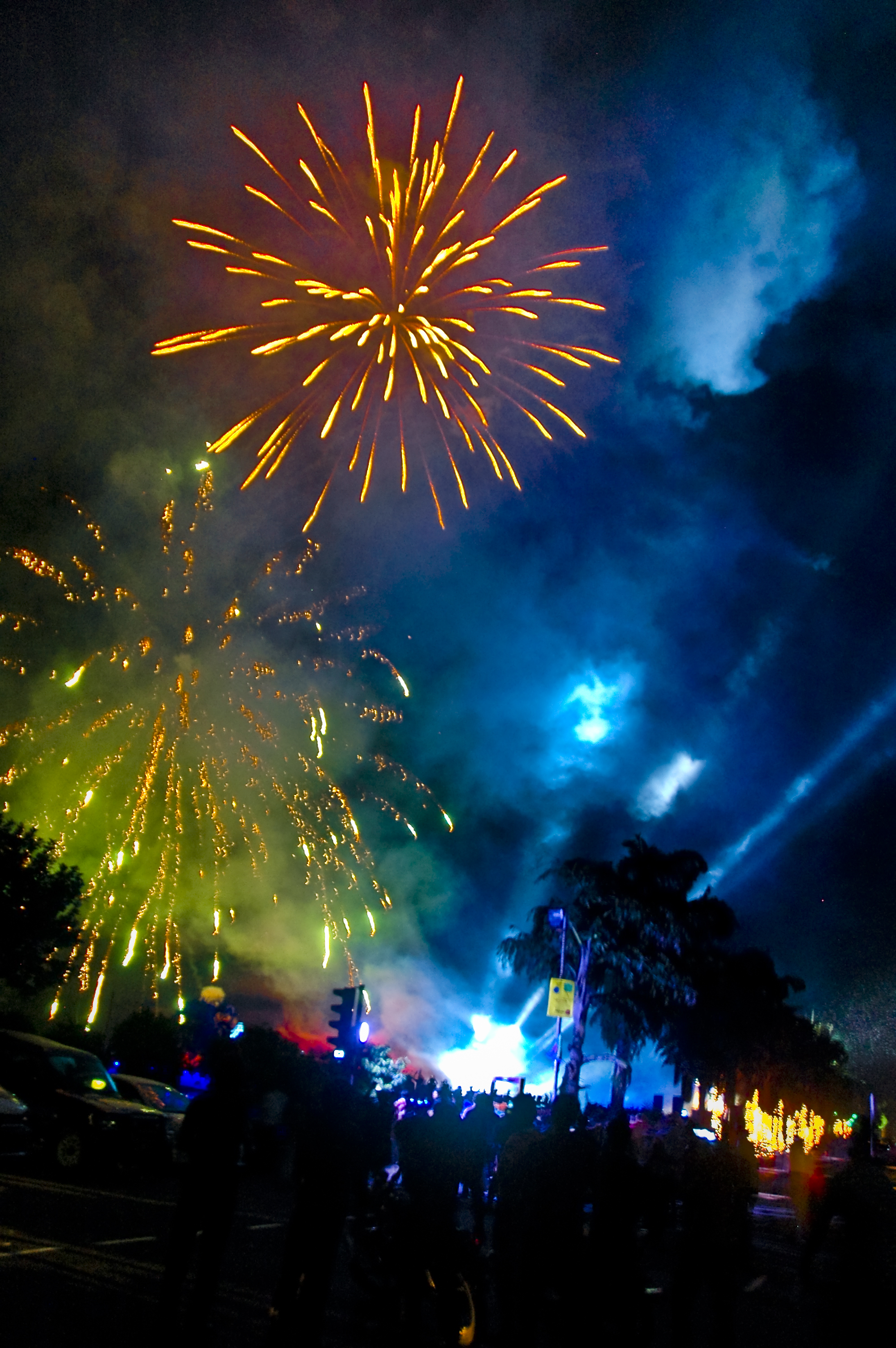
Eröffnungsfeier des Cricket World Cup 2011 am 17. Februar 2011 in Dhaka, Bangladesch

Am 30. April 2006 vergab der ICC die drei Cricket World Cups 2011, 2015 und 2019. Die gemeinsame Bewerbung Bangladeschs, Indiens, Pakistans und Sri Lankas für den Cricket World Cup 2011 erhielt mit zehn gegen drei Stimmen den Vorzug vor der Bewerbung Australiens und Neuseelands. Anschließend wurde der Cricket World Cup 2015 an Australien und Neuseeland vergeben, nachdem sich England nur für den Cricket World Cup 2019 beworben hatte.
Der Pakistan Cricket Board (PCB) gab bekannt, dass die Stimme des Cricket West Indies (CWI) entscheidend war, da die asiatische Bewerbung von Simbabwe und Südafrika sowie den vier Bewerberländern unterstützt wurde. Nach einem Bericht der pakistanischen Tageszeitung Dawn versprachen die asiatischen Länder während des Cricket World Cup 2007 Spendenaktionen für das westindische Cricket zu veranstalten, was die Abstimmung möglicherweise beeinflusst habe. I. S. Bindra, der Vorsitzende des Überwachungsausschusses der asiatischen Bewerbung, gab dagegen an, dass ihr Versprechen von zusätzlichen Gewinnen in Höhe von etwa 400 Millionen $ entscheiden war, dass es "keine Gegenleistung für ihre Unterstützung gab", und die Serie gegen die West Indies "nichts mit der Weltmeisterschaftsbewerbung zu tun hatte".
Als am 3. März 2009 der Angriff auf die Cricket-Nationalmannschaft von Sri Lanka in Lahore erfolgte, nahmen die schon bestehenden Sicherheitsbedenken vieler Nationen zu. Am 17. April 2009 entschied der ICC, dass keines der geplanten 14 Spiele in Pakistan ausgetragen werden soll, sondern diese auf die anderen drei Ausrichter verteilt werden. Der Pakistan Cricket Board schätzte, dass es dadurch einen finanziellen Verlust von etwa 10,5 Million $ erleiden würde. Pakistan drohte daraufhin mit juristischen Schritten und forderte neben einer finanziellen Entschädigung, dass die Spiele, die in Pakistan hätten stattfinden sollen an einen neutralen Ausrichtungsort (angedacht waren die Vereinigten Arabischen Emirate) vergeben werden. Der ICC meinte jedoch, dass das PCB weiterhin Mitgastgeber sei und die Spiele lediglich aus Pakistan verlegt wären. Eine andere Option war der Tausch der Gastgeberrechte mit Australien und Neuseeland; dieser Vorschlag wurde von den Mitgastgebern jedoch abgelehnt. Schlussendlich einigten sich Pakistan und der ICC auf eine finanzielle Entschädigung. Der Sitz des Organisationskomitees, der sich anfangs in Lahore befand, wurde nach Mumbai verlegt. Von diesen Spielen wurden acht (einschließlich eines Halbfinales) an Indien, vier an Sri Lanka und zwei sowie die Eröffnungsfeier an Bangladesch vergeben.

## Teilnehmer
Die folgenden 14 Mannschaften qualifizierten sich für den Cricket World Cup 2011: Australien, Bangladesch (Mitgastgeber), England, Indien (Mitgastgeber), Neuseeland, Pakistan, Simbabwe, Sri Lanka (Mitgastgeber), Südafrika und die West Indies qualifizierten sich als Vollmitglieder des International Cricket Council mit Test-Cricket-Status automatisch für den Cricket World Cup 2011. Irland, Kanada, Kenia und die Niederlande waren Mannschaften ohne Test-Cricket-Status und qualifizierten sich während der Cricket World Cup Qualifier 2009. Die 14 teilnehmenden Mannschaften hatten auch am Cricket World Cup 2007 teilgenommen, wodurch es keine Debütanten gab.
Im Fokus standen bei diesem Turnier die Associate Member des ICC, die zweite Reihe der Nationalmannschaften, die bei diesem Turnier durch Irland, Kanada, Kenia und die Niederlande vertreten wurden. Grund ist die für zukünftige World-Cup-Turniere beschlossene Reduzierung der Teilnehmer auf zehn Mannschaften und die Befürchtung, dass es so unmöglich sein würde, dass eines dieser Teams dann noch beim World Cup teilnehmen könne. Beim ICC-Meeting direkt nach dem Turnier bestätigten sich die Befürchtungen, als beschlossen wurde, dass an den darauf folgenden zwei Turnieren 2015 und 2019 nur zehn Mannschaften teilnehmen dürfen.

Teilnehmende Länder des Cricket World Cups 2011; insgesamt 26 Teams nahmen teil.
Vollmitglieder des International Cricket Councils (ICC)
Qualifiziert bei der World Cup Qualifiers 2009
In der Qualifikation gescheitert
Keine Teilnahme

| Land        | Qualifikationsgrundlage              | Turnierteilnahme | Letztmalige Teilnahme | Bestes Ergebnis                           | Gruppe |
| ----------- | ------------------------------------ | ---------------- | --------------------- | ----------------------------------------- | ------ |
| Bangladesch | Gastgeber                            | Vierte           | 2007                  | Super Eight (2007)                        | B      |
| Indien      | Gastgeber                            | Zehnte           | 2007                  | Weltmeister (1983)                        | A      |
| Sri Lanka   | Gastgeber                            | Zehnte           | 2007                  | Weltmeister (1996)                        | A      |
| Australien  | Vollmitglieder                       | Zehnte           | 2007                  | Weltmeister (1987, 1999, 2003, 2007)      | A      |
| England     | Vollmitglieder                       | Zehnte           | 2007                  | Finalist (1979, 1987, 1992)               | B      |
| Neuseeland  | Vollmitglieder                       | Zehnte           | 2007                  | Halbfinale (1975, 1979, 1992, 1999, 2007) | A      |
| Pakistan    | Vollmitglieder                       | Zehnte           | 2007                  | Weltmeister (1992)                        | A      |
| Simbabwe    | Vollmitglieder                       | Achte            | 2007                  | Super Six (1999, 2003)                    | A      |
| Südafrika   | Vollmitglieder                       | Sechste          | 2007                  | Halbfinale (1992, 1999, 2007)             | B      |
| West Indies | Vollmitglieder                       | Zehnte           | 2007                  | Weltmeister (1975, 1979)                  | B      |
| Irland      | ICC Cricket World Cup Qualifier 2009 | Zweite           | 2007                  | Super Eight (2007)                        | B      |
| Kanada      | ICC Cricket World Cup Qualifier 2009 | Vierte           | 2007                  | Vorrunde (1979, 2003, 2007)               | A      |
| Kenia       | ICC Cricket World Cup Qualifier 2009 | Fünfte           | 2007                  | Halbfinale (2003)                         | A      |
| Niederlande | ICC Cricket World Cup Qualifier 2009 | Vierte           | 2007                  | Vorrunde (1996, 2003, 2007)               | B      |

## Austragungsorte
Nachfolgend die Stadien, wie sie am 2. November 2009 vom International Cricket Council angekündigt wurden. Als Austragungsorte wurden 13 Stadien ausgewählt, wobei sich acht in Indien, drei in Sri Lanka und zwei in Bangladesch befinden.
| Indien                | Indien                                  | Indien                                      | Indien                               | Indien                                 |
| Kolkata, Westbengalen | Chennai, Tamil Nadu                     | Neu-Delhi, Nationales Hauptstadtterritorium | Nagpur, Maharashtra                  | Ahmedabad, Gujarat                     |
| --------------------- | --------------------------------------- | ------------------------------------------- | ------------------------------------ | -------------------------------------- |
| Eden Gardens          | M. A. Chidambaram Stadium               | Feroz Shah Kotla Ground                     | Vidarbha Cricket Association Stadium | Sardar Patel Stadium                   |
| Kapazität: 66.349     | Kapazität: 37.220                       | Kapazität: 40.715                           | Kapazität: 45.000                    | Kapazität: 54.000                      |
|                       |                                         |                                             |                                      |                                        |
|                       | Mumbai, Maharashtra                     | Mohali, Punjab                              | Bangalore, Karnataka                 |                                        |
|                       | Wankhede Stadium                        | Punjab Cricket Association Stadium          | M. Chinnaswamy Stadium               |                                        |
|                       | Kapazität: 32.000                       | Kapazität: 42.000                           | Kapazität: 36.430                    |                                        |
|                       |                                         |                                             |                                      |                                        |
| Sri Lanka             | Sri Lanka                               | Sri Lanka                                   | Bangladesch                          | Bangladesch                            |
| Colombo, Westprovinz  | Kandy, Zentralprovinz                   | Hambantota, Südprovinz                      | Chittagong                           | Dhaka                                  |
| R. Premadasa Stadium  | Pallekele International Cricket Stadium | Mahinda Rajapaksa International Stadium     | Chittagong Divisional Stadium        | Sher-e-Bangla National Cricket Stadium |
| Kapazität: 35.000     | Kapazität: 35.000                       | Kapazität: 35.000                           | Kapazität: 20.000                    | Kapazität: 26.000                      |
|                       |                                         |                                             |                                      |                                        |

| Mohali |

| Neu-Delhi |

| Ahmedabad |

| Kolkata |

| Nagpur |

| Mumbai |

| Bangalore |

| Chennai |

| Mohali |

| Neu-Delhi |

| Ahmedabad |

| Kolkata |

| Nagpur |

| Mumbai |

| Bangalore |

| Chennai |

| Colombo |

| Kandy |

| Hambantota |

| Colombo |

| Kandy |

| Hambantota |

| Chittagong |

| Dhaka |

| Chittagong |

| Dhaka |

## Format
Der Cricket World Cup 2011 wurde über 45 Tage zwischen 14 verschiedenen Mannschaften über 49 Spiele ausgetragen. Er begann am 19. Februar 2011 im Sher-e-Bangla National Cricket Stadium in Dhaka, Bangladesch, mit dem Eröffnungsspiel zwischen den Mitgastgebern Bangladesch und Indien. Das Turnier endete am 2. April im Wankhede Stadium in Mumbai, Indien, mit dem Finale zwischen Indien und Sri Lanka, wobei Indien die ICC Cricket World Cup Trophy gewann. Ein ähnliches Format kam beim Cricket World Cup 1996 zur Anwendung, damals nahmen jedoch zwölf statt 14 Mannschaften teil.

### Spielplan
Die nachfolgende Tabelle zeigt das tägliche Programm des Cricket World Cup 2011. Dabei steht ein rotes Kästchen für die Eröffnungs- und Schlusszeremonie, ein violettes Kästchen für Vorrundenspiele, ein grünes Kästchen für Finalrundenspiele und ein gelbes Kästchen für das Finale.
| Vorrunde Februar/März | Do. 17. | Fr. 18. | Sa. 19. | So. 20. | Mo. 21. | Di. 22. | Mi. 23. | Do. 24. | Fr. 25. | Sa. 26. | So. 27. | Mo. 28. | Di. 1. | Mi. 2. | Do. 3. | Fr. 4. | Sa. 5. | So. 6. | Mo. 7. | Di. 8. | Mi. 9. | Do. 10. | Fr. 11. | Sa. 12. | So. 13. | Mo. 14. | Di. 15. | Mi. 16. | Do. 17. | Fr. 18. | Sa. 19. | So. 20. |
| --------------------- | ------- | ------- | ------- | ------- | ------- | ------- | ------- | ------- | ------- | ------- | ------- | ------- | ------ | ------ | ------ | ------ | ------ | ------ | ------ | ------ | ------ | ------- | ------- | ------- | ------- | ------- | ------- | ------- | ------- | ------- | ------- | ------- |
| Zeremonien            |         |         |         |         |         |         |         |         |         |         |         |         |        |        |        |        |        |        |        |        |        |         |         |         |         |         |         |         |         |         |         |         |
| Gruppe A              |         |         |         | 2       | 1       |         | 1       |         | 1       | 1       |         | 1       | 1      |        | 1      | 1      | 1      |        | 1      | 1      |        | 1       |         |         | 2       | 1       |         | 1       |         | 1       | 1       | 1       |
| Gruppe B              |         |         | 1       |         |         | 1       |         | 1       | 1       |         | 1       | 1       |        | 1      | 1      | 1      |        | 2      |        |        | 1      |         | 2       | 1       |         | 1       | 1       |         | 1       | 1       | 1       | 1       |
| Finalrunde März/April | Mo. 21. | Di. 22. | Mi. 23. | Do. 24. | Fr. 25. | Sa. 26. | So. 27. | Mo. 28. | Di. 29. | Mi. 30. | Do. 31. | Fr. 1.  | Sa. 2. |        |        |        |        |        |        |        |        |         |         |         |         |         |         |         |         |         |         |         |
| Zeremonien            |         |         |         |         |         |         |         |         |         |         |         |         |        |        |        |        |        |        |        |        |        |         |         |         |         |         |         |         |         |         |         |         |
| Finalrunde            |         |         | 1       | 1       | 1       | 1       |         |         | 1       | 1       |         |         | 1      |        |        |        |        |        |        |        |        |         |         |         |         |         |         |         |         |         |         |         |

| Farblegende                  |
| Eröffnungs- und Schlussfeier |
| Vorrunde                     |
| Finalrunde                   |
| Finale                       |

### Gruppen
| Gruppe A                                                       | Gruppe B                                                            |
| -------------------------------------------------------------- | ------------------------------------------------------------------- |
| Australien Kanada Kenia Neuseeland Pakistan Simbabwe Sri Lanka | Bangladesch England Irland Indien Niederlande Südafrika West Indies |

### Vorrunde
Der Cricket World Cup 2011 wurde zwischen 14 Nationalmannschaften ausgespielt. Für die Vorrunde wurden die Mannschaften in zwei Gruppen zu je sieben Mannschaften eingeteilt. In welche Gruppe jede Mannschaft eingeteilt wurde, wurde in der Auslosung festgelegt. Jede Mannschaft bestritt ein Spiel gegen jede andere seiner Gruppe. Für einen Sieg gab es zwei Tabellenpunkte, für ein Unentschieden oder No Result einen Punkt, für eine Niederlage keinen Punkt. Hatten zwei Mannschaften dieselbe Anzahl an Tabellenpunkten, wurde der Tabellenrang anhand der Net Run Rate, gefolgt von der Net Bowl Rate und dem direkten Vergleich ermittelt.
Am Ende der Vorrunde qualifizierten sich die jeweils vier besten einer Gruppe für die Finalrunde.

### Finalrunde
Ab dieser Phase nahm das Turnier ein K.-o.-System an, für das sich die vier besten Mannschaften der Gruppe qualifizierten. Jedes Spiel musste zwingend mit einem Sieg enden. Gab es nach beiden Innings keinen Sieger, wurde das Spiel durch ein Super Over entschieden.

## Umpires und Match referees
Während des Turnieres wurden 19 Umpires und fünf Match referees.

### Umpires
| - Steve Davis (Australien) - Daryl Harper (Australien) - Bruce Oxenford (Australien) - Simon Taufel (Australien) - Rod Tucker (Australien) - Ian Gould (England) - Richard Kettleborough (England) - Nigel Llong (England) - Amiesh Saheba (Indien) | - Shavir Tarapore (Indien) - Billy Bowden (Neuseeland) - Tony Hill (Neuseeland) - Aleem Dar (Pakistan) - Asad Rauf (Pakistan) - Kumar Dharmasena (Sri Lanka) - Asoka de Silva (Sri Lanka) - Marais Erasmus (Südafrika) - Billy Doctrove (West Indies) |

### Match referees
| - Chris Broad (England) - Jeff Crowe (Neuseeland) - Andy Pycroft (Simbabwe) | - Ranjan Madugalle (Sri Lanka) - Roshan Mahanama (Sri Lanka) |

## Mannschaftskader
Jedes Team wählte einen vorläufigen 30-köpfigen Kader, der dann auf 15 Spieler reduziert wurde. Die Mannschaftslisten mussten bis zum 19. Januar 2011 dem International Cricket Council vorgelegt werden. Die folgenden Kader wurden von den Mannschaften nominiert.
| Australien | Bangladesch | England | Indien | Irland |
| --- | --- | --- | --- | --- |
| - Ricky Ponting (K) - Michael Clarke (VK) - Doug Bollinger - Callum Ferguson - Brad Haddin (wk) - John Hastings - David Hussey - Michael Hussey - Mitchell Johnson - Jason Krejza - Brett Lee - Tim Paine (wk) - Steve Smith - Shaun Tait - Shane Watson - Cameron White | - Shakib Al Hasan (K) - Tamim Iqbal (VK) - Abdur Razzak - Imrul Kayes - Junaid Siddique - Mahmudullah - Mohammad Ashraful - Mushfiqur Rahim (wk) - Naeem Islam - Nazmul Hossain - Raqibul Hasan - Rubel Hossain - Shafiul Islam - Shahriar Nafees - Suhrawadi Shuvo                                     | - Andrew Strauss (K) - James Anderson - Ian Bell - Ravi Bopara - Tim Bresnan - Stuart Broad - Paul Collingwood - Jade Dernbach - Eoin Morgan - Kevin Pieterson - Matt Prior (wk) - Adil Rashid - Ajmal Shahzad - Graeme Swann - James Tredwell - Jonathan Trott - Luke Wright - Michael Yardy | - MS Dhoni (K, wk) - Virender Sehwag (VK) - Ravichandran Ashwin - Piyush Chawla - Gautam Gambhir - Zaheer Khan - Virat Kohli - Ashish Nehra - Munaf Patel - Yusuf Pathan - Suresh Raina - Harbhajan Singh - Yuvraj Singh - S. Sreesanth - Sachin Tendulkar          | - William Porterfield (K) - Andre Botha - Alex Cusack - George Dockrell - Trent Johnston - Nigel Jones - Ed Joyce - John Mooney - Kevin O’Brien - Niall O’Brien (wk) - Boyd Rankin - Paul Stirling - Albert van der Merwe - Andrew White - Gary Wilson (wk) |
| Kanada | Kenia | Neuseeland | Niederlande | Pakistan |
| - Ashish Badai (K, wk) - Rizwan Cheema (VK) - Harvir Baidwan - Balahi Rao - John Davis - Parth Desai - Tyson Gordon - Ruvindu Gunasekera - Jimmy Hansra - Khurram Chohan - Nitish Kumar - Henry Osinde - Hiral Patel - Zubin Surkari - Karl Whatham - Hamza Tariq (wk)   | - Jimmy Kamande (K) - Tanmay Mishra - James Ngoche - Alex Obanda - Collins Obuya - David Obuya (wk) - Nehemiah Odhiambo - Thomas Odoyo - Peter Ongondo - Elijah Otieno - Maurice Ouma (wk) - Rakeb Patel - Steve Tikolo - Seren Waters - Shem Ngoche                                                    | - Daniel Vettori (K) - Hamish Bennett - James Franklin - Martin Guptill - Jamie How - Brandon McCullum (wk) - Nathan McCullum - Kyle Mills - Jacob Oram - Jesse Ryder - Tim Southee - Ross Taylor - Kane Williamson - Luke Woodcock                                                           | - Peter Borren (K) - Adeel Raja - Wesley Barresi (wk) - Mudassar Bukhari - Atse Buurman - Tom Cooper - Tom de Grooth - Alexei Kervezee - Bradley Kruger - Bernard Loots - Pieter Seelaar - Eric Szwarczynski - Ryan ten Doeschate - Berend Westdijk - Bas Zuiderent | - Shahid Afridi (K) - Misbah-ul-Haq (VK) - Abdul Razzaq - Abdur Rehman - Ahmed Shehzad - Asad Shafiq - Kamran Akmal (wk) - Mohammad Hafeez - Saeed Ajmal - Shoaib Akhtar - Umar Akmal - Umar Gul - Wahab Riaz - Younis Khan                                 |
| Simbabwe | Sri Lanka | Südafrika | West Indies | |
| - Elton Chigumbura (K) - Regis Chakabva - Charles Coventry (wk) - Graeme Cremer - Terry Duffin - Craig Ervine - Greg Lamb - Hamilton Masakadza - Chris Mpofu - Ray Price - Tinashe Panyangara - Vusi Sibanda - Tatenda Taibu (wk) - Brendan Taylor (wk) - Prosper Utseya | - Kumar Sangakkara (K, wk) - Tillakaratne Dilshan (VK) - Dilhara Fernando - Rangana Herath - Mahela Jayawardene - Chamara Kapugedera - Nuwan Kulasekara - Lasith Malinga - Angelo Mathews - Ajantha Mendis - Muttiah Muralitharan - Thisara Perera - Thilan Samaraweera - Chamara Silva - Upul Tharanga | - Graeme Smith (K) - Hashim Amla - Johan Botha - JP Duminy - Francois du Plessis - Colin Ingram - Jaques Kallis - Morné Morkel - Wayne Parnell - Dale Steyn - Imran Tahir - Lonwabo Tsotsobe - AB de Villiers (wk) - Morne van Wyk (wk)                                                       | - Darren Sammy (K) - Kirk Edwards - Sulieman Benn - Devendra Bishoo - Darren Bravo - Shivnarine Chanderpaul - Chris Gayle - Nikita Miller - Kieron Pollard - Ravi Rampaul - Kemar Roach - Andre Russell - Ramnaresh Sarwan - Devon Smith - Devon Thomas (wk)        | |

## Vorrunde
Die Gruppenphase wird in zwei Gruppen mit jeweils sieben Teams ausgetragen, wobei sich jeweils die ersten vier einer Gruppe für das Viertelfinale qualifizieren.

### Gruppe A
In der Gruppe A trafen die Testnationen Australien, Neuseeland, Pakistan und Sri Lanka auf die Associates Kanada und Kenia und Simbabwe, dessen Teststatus ruhte. Die Qualifikanten für das Viertelfinale standen mit den vier Testnationen frühzeitig fest, da es keiner kleineren Nation gelang, für eine Überraschung zu sorgen. Beim Ausspielen der Positionen für das Viertelfinale war unter anderem ein wegen Regen abgebrochenes Spiel zwischen Sri Lanka und Australien von Wichtigkeit, das als No Result gewertet wurde. Den Gruppensieg konnte sich letztendlich Pakistan sichern, das Australien im letzten Spiel schlug.
Tabelle
| Gruppe A   | Sp. | S | N | NR | P  | NRR    |
| ---------- | --- | - | - | -- | -- | ------ |
| Pakistan   | 6   | 5 | 1 | 0  | 10 | +0.758 |
| Sri Lanka  | 6   | 4 | 1 | 1  | 9  | +2.582 |
| Australien | 6   | 4 | 1 | 1  | 9  | +1.123 |
| Neuseeland | 6   | 4 | 2 | 0  | 8  | +1.135 |
| Simbabwe   | 6   | 2 | 4 | 0  | 4  | +0.030 |
| Kanada     | 6   | 1 | 5 | 0  | 2  | −1.987 |
| Kenia      | 6   | 0 | 6 | 0  | 0  | −3.042 |

Spiele
| 20. Februar Scorecard | Chennai | Kenia 69 (23.5)                   | – | Neuseeland 72-0 (8.0) |
|                       |         | Neuseeland gewinnt mit 10 Wickets |   |                       |

| 20. Februar Scorecard | Hambantota | Sri Lanka 332-7 (50)           | – | Kanada 122 (36.5) |
|                       |            | Sri Lanka gewinnt mit 210 Runs |   |                   |

| 21. Februar Scorecard | Ahmedabad | Australien 262-6 (50)          | – | Simbabwe 171 (46.2) |
|                       |           | Australien gewinnt mit 91 Runs |   |                     |

| 23. Februar Scorecard | Hambantota | Pakistan 317-7 (50)           | – | Kenia 112 (33.1) |
|                       |            | Pakistan gewinnt mit 205 Runs |   |                  |

| 25. Februar Scorecard | Nagpur | Neuseeland 206 (45.1)            | – | Australien 207-3 (34.0) |
|                       |        | Australien gewinnt mit 7 Wickets |   |                         |

| 26. Februar Scorecard | Colombo | Pakistan 277-7 (50)          | – | Sri Lanka 266-9 (50) |
|                       |         | Pakistan gewinnt mit 11 Runs |   |                      |

| 28. Februar Scorecard | Nagpur | Simbabwe 298-9 (50)           | – | Kanada 123 (42.1) |
|                       |        | Simbabwe gewinnt mit 175 Runs |   |                   |

| 1. März Scorecard | Colombo | Kenia 142 (43.4)                | – | Sri Lanka 146-1 (18.4) |
|                   |         | Sri Lanka gewinnt mit 9 Wickets |   |                        |

| 3. März Scorecard | Colombo | Pakistan 184 (43.0)          | – | Kanada 138 (42.5) |
|                   |         | Pakistan gewinnt mit 46 Runs |   |                   |

| 4. März Scorecard | Ahmedabad | Simbabwe 162 (46.2)               | – | Neuseeland 166-0 (33.3) |
|                   |           | Neuseeland gewinnt mit 10 Wickets |   |                         |

| 5. März Scorecard | Colombo | Sri Lanka 146-3 (32.5) | – | Australien |
|                   |         | No Result              |   |            |

| 7. März Scorecard | Neu-Delhi | Kenia 198 (50)               | – | Kanada 199-5 (45.3) |
|                   |           | Kanada gewinnt mit 5 Wickets |   |                     |

| 8. März Scorecard | Kandy | Neuseeland 302-7 (50)           | – | Pakistan 192 (41.4) |
|                   |       | Neuseeland gewinnt mit 110 Runs |   |                     |

| 10. März Scorecard | Kandy | Sri Lanka 327-6 (50)           | – | Simbabwe 188 (39.0) |
|                    |       | Sri Lanka gewinnt mit 139 Runs |   |                     |

| 13. März Scorecard | Mumbai | Neuseeland 358-6 (50)          | – | Kanada 261-9 (50) |
|                    |        | Neuseeland gewinnt mit 97 Runs |   |                   |

| 13. März Scorecard | Bangalore | Australien 324-6 (50)          | – | Kenia 264-6 (50) |
|                    |           | Australien gewinnt mit 60 Runs |   |                  |

| 14. März Scorecard | Kandy | Simbabwe 151-7 (39.4/39.4)                  | – | Pakistan 164-3 (34.1/38.0) |
|                    |       | Pakistan gewinnt mit 7 Wickets (D/L method) |   |                            |

| 16. März Scorecard | Bangalore | Kanada 211 (45.4)                | – | Australien 212-3 (34.5) |
|                    |           | Australien gewinnt mit 7 Wickets |   |                         |

| 18. März Scorecard | Mumbai | Sri Lanka 265-9 (50)           | – | Neuseeland 153 (35.0) |
|                    |        | Sri Lanka gewinnt mit 112 Runs |   |                       |

| 19. März Scorecard | Colombo | Australien 176 (46.4)          | – | Pakistan 178-6 (41.0) |
|                    |         | Pakistan gewinnt mit 4 Wickets |   |                       |

| 20. März Scorecard | Kalkutta | Simbabwe 308-6 (50)           | – | Kenia 147 (36.0) |
|                    |          | Simbabwe gewinnt mit 161 Runs |   |                  |

### Gruppe B
In der Gruppe B standen die vier favorisierten Testnationen England, Indien, Südafrika und die West Indies den Associates Irland und Niederlande und der eher als Außenseiter betrachteten gastgebenden Testnation Bangladesch gegenüber. Spannung erhielt die Gruppe dadurch, dass England gegen Irland und Bangladesch verlor und sich erst im letzten Spiel gegen die West Indies mit einem Sieg vor dem Ausscheiden retten konnte. Bangladesch verspielte im letzten Spiel wiederum gegen die West Indies ihre Chance aufs Viertelfinale, so dass sich letztendlich die favorisierten Teams durchsetzen konnten.
Tabelle
| Gruppe B    | Sp. | S | N | U | NR | P  | NRR    |
| ----------- | --- | - | - | - | -- | -- | ------ |
| Südafrika   | 6   | 5 | 1 | 0 | 0  | 10 | +2.026 |
| Indien      | 6   | 4 | 1 | 1 | 0  | 9  | +0.900 |
| England     | 6   | 3 | 2 | 1 | 0  | 7  | +0.072 |
| West Indies | 6   | 3 | 3 | 0 | 0  | 6  | +1.066 |
| Bangladesch | 6   | 3 | 3 | 0 | 0  | 6  | −1.361 |
| Irland      | 6   | 2 | 4 | 0 | 0  | 4  | −0.696 |
| Niederlande | 6   | 0 | 6 | 0 | 0  | 0  | −2.045 |

Spiele
| 19. Februar Scorecard | Dhaka | Indien 370-4 (50)          | – | Bangladesch 283-9 (50) |
|                       |       | Indien gewinnt mit 87 Runs |   |                        |

| 22. Februar Scorecard | Nagpur | Niederlande 292-6 (50)        | – | England 296-4 (48.4) |
|                       |        | England gewinnt mit 6 Wickets |   |                      |

| 24. Februar Scorecard | Neu-Delhi | West Indies 222 (47.3)          | – | Südafrika 223-3 (42.5) |
|                       |           | Südafrika gewinnt mit 7 Wickets |   |                        |

| 25. Februar Scorecard | Dhaka | Bangladesch 205 (49.2)          | – | Irland 178 (45.0) |
|                       |       | Bangladesch gewinnt mit 27 Runs |   |                   |

| 27. Februar Scorecard | Bangalore | Indien 338 (49.5) | – | England 338-8 (50) |
|                       |           | Unentschieden     |   |                    |

| 28. Februar Scorecard | Neu-Delhi | West Indies 330-8 (50)           | – | Niederlande 115 (31.3) |
|                       |           | West Indies gewinnt mit 215 Runs |   |                        |

| 2. März Scorecard | Bangalore | England 327-8 (50)           | – | Irland 329-7 (49.1) |
|                   |           | Irland gewinnt mit 3 Wickets |   |                     |

| 3. März Scorecard | Mohali | Südafrika 351-5 (50)           | – | Niederlande 120 (34.5) |
|                   |        | Südafrika gewinnt mit 231 Runs |   |                        |

| 4. März Scorecard | Dhaka | Bangladesch 58 (18.5)             | – | West Indies 59-1 (12.2) |
|                   |       | West Indies gewinnt mit 9 Wickets |   |                         |

| 6. März Scorecard | Chennai | England 171 (45.4)         | – | Südafrika 165 (47.4) |
|                   |         | England gewinnt mit 6 Runs |   |                      |

| 6. März Scorecard | Bangalore | Irland 207 (47.5)            | – | Indien 210-5 (46.0) |
|                   |           | Indien gewinnt mit 5 Wickets |   |                     |

| 9. März Scorecard | Neu-Delhi | Niederlande 189 (46.4)       | – | Indien 191-5 (36.3) |
|                   |           | Indien gewinnt mit 5 Wickets |   |                     |

| 11. März Scorecard | Mohali | West Indies 275 (50)            | – | Irland 231 (49.0) |
|                    |        | West Indies gewinnt mit 44 Runs |   |                   |

| 11. März Scorecard | Chittagong | England 225 (49.4)                | – | Bangladesch 227-8 (49.0) |
|                    |            | Bangladesch gewinnt mit 2 Wickets |   |                          |

| 12. März Scorecard | Nagpur | Indien 296 (48.4)               | – | Südafrika 300-7 (49.4) |
|                    |        | Südafrika gewinnt mit 3 Wickets |   |                        |

| 14. März Scorecard | Chittagong | Niederlande 160 (46.2)            | – | Bangladesch 166-4 (41.2) |
|                    |            | Bangladesch gewinnt mit 6 Wickets |   |                          |

| 15. März Scorecard | Kalkutta | Südafrika 272-7 (50)           | – | Irland 141 (33.2) |
|                    |          | Südafrika gewinnt mit 131 Runs |   |                   |

| 17. März Scorecard | Chennai | England 243 (48.4)          | – | West Indies 225 (44.4) |
|                    |         | England gewinnt mit 18 Runs |   |                        |

| 18. März Scorecard | Kalkutta | Niederlande 306 (50)         | – | Irland 307-4 (47.4) |
|                    |          | Irland gewinnt mit 6 Wickets |   |                     |

| 19. März Scorecard | Dhaka | Südafrika 284-8 (50)           | – | Bangladesch 78 (28.0) |
|                    |       | Südafrika gewinnt mit 206 Runs |   |                       |

| 20. März Scorecard | Chennai | Indien 268 (49.1)          | – | West Indies 188 (43.0) |
|                    |         | Indien gewinnt mit 80 Runs |   |                        |

## Viertelfinale
Nach Abschluss der Vorrunde wurden, wie geplant, die Spielorte (nicht Spielpaarungen) so festgelegt, um Indien und Sri Lanka Heimspiele zu ermöglichen.
| 23. März Scorecard | Dhaka | West Indies 112 (43.3)          | – | Pakistan 113-0 (20.5) |
|                    |       | Pakistan gewinnt mit 10 Wickets |   |                       |

Die West Indies begannen am Schlag, verloren aber schnell drei Wickets. Als sich bei niedriger Run Rate die Performance stabilisierte, kam es im 27. und 28. Over innerhalb von acht Bällen zum Verlust vierer weiterer Wickets. Shivnarine Chanderpaul gelangen mit noch zwei verbliebenen Wickets noch 44 Runs, bevor auch diese im 43. und 44. Over verloren gingen. Für die nur 112 erreichten Runs waren vor allem Mohammad Hafeez, der mit seinen zwei Wickets bei nur 16 zugelassenen Runs als Spieler des Spiels ausgezeichnet wurde, und Shahid Afridi mit vier Wickets verantwortlich. Im pakistanischen Innings sorgten die beiden Batsmen Kamran Akmal und Mohammad Hafeez mit 47 bzw. 61 Runs für den nie gefährdeten Sieg im 21. Over.
| 24. März Scorecard | Ahmedabad | Australien 260-6 (50)        | – | Indien 261-5 (47.4) |
|                    |           | Indien gewinnt mit 5 Wickets |   |                     |

Australien wählte, zuerst als Schlagmannschaft anzutreten, und spielte ein solides Innings. Dabei gelang es vor allem Kapitän Ricky Ponting mit seinen 104 Runs, Australien im Spiel zu halten. Die Wickets auf indischer Seite teilten sich dabei Ravichandran Ashwin, Zaheer Khan und Yuvraj Singh. Bei der folgenden indischen Jagd gelang Sachin Tendulkar der 18000. Run seiner Karriere im ODI-Format. Ihm (53 Runs), Gautam Gambhir (50) und letztlich Yuvray Singh (57) gelangen jeweils mehr als 50 Runs und so besiegelten sie vor heimischer Kulisse das Ausscheiden des Titelverteidigers. Spieler des Spiels wurde Yuvray Singh.
| 25. März Scorecard | Dhaka | Neuseeland 221-8 (50)          | – | Südafrika 172 (43.2) |
|                    |       | Neuseeland gewinnt mit 49 Runs |   |                      |

Neuseeland verlor seine ersten beiden Wickets schnell, konnte sich dann aber mit Hilfe von Jesse Ryder und Ross Tayler stabilisieren. Diese brachten das Team auf 130 Runs für drei Wickets. Im weiteren Verlauf konnten die Batsmen Neuseelands das erreichte Niveau halten, wobei es Südafrika nicht gelang, alle Wickets zu holen. Dabei war Morne Morkel mit drei Wickets erfolgreichster Werfer der Südafrikaner. Die folgende südafrikanische Jagd war trotz des Verlustes des ersten Wickets im ersten Over zunächst vielversprechend, verlor jedoch zur Mitte des Innings mit dem Verlust von Jacques Kallis enorm an Schwung. In den folgenden zehn Over sorgten Jacob Oram und Nathan McCallum, die in diesem Spiel vier bzw. drei Wickets erzielten, dass Südafrika immer mehr unter Druck geriet. So kam es nach 132 Runs zum siebten Wicketverlust im 35. Over. Da Südafrika es nicht gelang eine Wende einzuleiten, war im 44. Over, mit 49 Runs zu wenig, Schluss. Spieler des Spiels wurde Jacob Oram.
| 26. März Scorecard | Colombo | England 229-6 (50)               | – | Sri Lanka 231-0 (39.3) |
|                    |         | Sri Lanka gewinnt mit 10 Wickets |   |                        |

England startete mäßig. Die Runs Rate war in der ersten Hälfte des Innings zunächst nur durchschnittlich, und als sie im 26. Over ihr drittes Wicket verloren, standen sie bei 95 Runs. Anschließend konnte der an den Schlag kommende Eoin Morgan zusammen mit Jonathan Trott diese anheben, und beiden gelangen 50 Runs (Morgan) oder mehr (Trott: 86). Dieses Niveau konnte von den nächsten Schlagmännern gehalten werden, so dass man zu akzeptablen 229 Runs kam. Die Antwort von Sri Lanka war ein Durchmarsch der beiden Eröffnungsschlagmänner. Sowohl Tillakaratne Dilshan (108 Runs), als auch Upul Tharanga (102) gelangen mehr als 100 Runs und so konnte England ohne den Verlust eines Wickets besiegt werden.

## Halbfinale
| 29. März Scorecard | Colombo | Neuseeland 217 (48.5)           | – | Sri Lanka 220-5 (47.5) |
|                    |         | Sri Lanka gewinnt mit 5 Wickets |   |                        |

Neuseeland wählte, zuerst als Schlagmannschaft aufzulaufen, und erzielte bis zum dritten Wicket im 21. Over nur eine mäßige Run Rate. Erst mit dem Einsatz von Scott Styris, der insgesamt 57 Runs erzielte, besserte sich die Situation für die Neuseeländer. Sie konnten auf 192 Runs im 45. Over erhöhen, als das sechste Wicket fiel. Ab diesem Zeitpunkt verlor Neuseeland seine Stabilität im Schlag und verlor kurz darauf die restlichen vier Wickets, zwischen denen sie selbst nur 13 weitere Runs erzielen konnten. Als beste Werfer konnten sich auf der Seite Sri Lankas Lasith Malinga und Ajantha Mendis mit jeweils drei Wickets hervortun. Sri Lanka blieb zunächst mit seiner Run Rate über der von Neuseeland, ohne aber deutlich davonzuziehen. Dafür verantwortlich zeigten sich Tillakaratne Dilshan und Kumar Sangakkara mit 73 bzw. 54 Runs. Ab dem 32. Over drohte das Spiel sogar zu kippen, als Sri Lanka innerhalb von vier Over drei Wickets verlor. Auch ging es anschließend mit der Run Rate deutlich bergab. Erst im 45. und 46. Over konnte Sri Lanka das Spiel endgültig für sich gestalten. Zunächst konnte der neuseeländische Wicket-Keeper Brendon McCullum einen Ball von Andy McKay nicht erreichen und musste dafür fünf Wides in Kauf nehmen. Im folgenden Ball wurde das mögliche Wicket von Angelo Mathews nicht anerkannt, da auch im Videobeweis nicht eindeutig geklärt werden konnte, ob er den Ball mit seinem Schläger berührt hatte, als dieser vom neuseeländischen Wicket-Keeper gefangen wurde. Diesem wiederum gelang im folgenden Over dann zwei Schläge über die Spielfeldbegrenzung hinaus. Mit diesen zehn Runs war das Spiel dann so gut wie entschieden und Sri Lanka ließ sich diese Chance auch nicht mehr nehmen.
| 30. März Scorecard | Mohali | Indien 260-9 (50)          | – | Pakistan 231 (49.5) |
|                    |        | Indien gewinnt mit 29 Runs |   |                     |

Indien entschied sich, zuerst zu schlagen, und begann in den ersten zehn Overn, welche grundsätzlich als Powerplay ausgetragen werden, mit 73 Runs, wobei nur das Wicket von Virender Sehwag verloren ging. Auch weiterhin konnte die Run Rate hochgehalten werden, bis schließlich im 25. Over innerhalb von zwei Bällen Virat Kohli und Yuvraj Singh ausschieden. Der beste Batsman der Inder, Sachin Tendulkar schied schließlich nach 36 Overn mit 85 Runs aus, nachdem Pakistanische Spieler zuvor viermal nach Schlägen von ihm den Ball fallen gelassen hatten. Die verbliebenen Batsmen hatten danach Mühe, sich bis zum Ende der 50 Over zu retten, was ihnen aber dank Suresh Raina gelang, der noch 36 Runs erzielen konnte. Bei den pakistanischen Bowlern trat vor allem Wahab Riaz hervor, der fünf Wickets erzielte. Die pakistanische Aufholjagd begann weniger schwungvoll als Indien zuvor, was sie im Verlauf ihres Innings auch nicht mehr ausgleichen konnten. Die beiden opening batsmen Kamran Akmal und Mohammad Hafeez waren schon nach dem 15. Over ausgeschieden und unter den verbliebenen war Misbah-ul-Haq mit 56 Runs der erfolgreichste. Alle fünf eingesetzten indischen Bowler erreichten jeweils zwei Wickets, wobei der neu ins Team gekommene Ashish Nehra die wenigsten Runs (33) zuließ. Letztendlich reichte es für Indien mit 29 Runs Vorsprung, als sie Pakistan mit dem vorletzten möglichen Ball vom Feld schickten.

## Finale
| 2. April Scorecard | Mumbai | Sri Lanka 274-6 (50)         | – | Indien 277-4 (48.2) |
|                    |        | Indien gewinnt mit 6 Wickets |   |                     |

Nach einem umstrittenen Münzwurf, der aufgrund eines Kommunikationsproblems wiederholt werden musste, begann Sri Lanka als Schlagmannschaft. Deren Start begann zunächst holprig, als bis zum 17. Over beide "opening batsmen", Upul Tharanga und Tillakaratne Dilshan, für 60 Runs verloren waren. Der anschließend ins Spiel kommende Mahela Jayawardene sorgte mit seinen 103 Runs dafür, dass Sri Lanka ein ordentliches Resultat vorlegen konnte. Dabei wurde er, nachdem die folgenden zwei Wickets seiner Partner in kurzer Abfolge im 39. und 40. Over fielen, vor allem durch Nuwan Kulasekara und Thisara Perera unterstützt, die aus relativ wenigen Bällen 32 bzw. 22 Runs eroberten. Als beste indische Bowler konnten sich Zaheer Kahn und Yuvraj Singh mit jeweils 2 Wickets hervorheben. Das indische Innings begann ebenfalls mit dem schnellen Verlust der beiden "opening batsmen" bis zum 7. Over. Verantwortlich dafür war der Bowler Lasith Malinga, der beide Wickets holte. Es lag dann vor allem an Gautam Gambhir (97 Runs) und dem Kapitän Mahendra Singh Dhoni (91 Runs), dass Indien die Vorgabe noch erreichen konnten. Dhoni machte mit einem Schlag über die Begrenzung im 49. Over dann den zweiten World-Cup-Sieg der Inder nach 1983 perfekt.

## Statistiken

Ergebnis des Cricket World Cups 2011:
Sieger
Finalist
Halbfinalteilnahme
Viertelfinalteilnahme
In der Gruppenphase ausgeschieden
Keine Teilnahme

Die folgenden Cricketstatistiken wurden bei diesem Turnier erzielt.
| ODIs                 | ODIs       | ODIs    | ODIs    | ODIs    | ODIs    | ODIs    | ODIs    | ODIs    |
| Batting              | Batting    | Batting | Batting | Batting | Batting | Batting | Batting | Batting |
| Spieler              | Mannschaft | Spiele  | Innings | Runs    | Average | HS      | 100s    | 50s     |
| -------------------- | ---------- | ------- | ------- | ------- | ------- | ------- | ------- | ------- |
| Tillakaratne Dilshan | Sri Lanka  | 9       | 9       | 500     | 62,50   | 144     | 2       | 2       |
| Sachin Tendulkar     | Indien     | 9       | 9       | 482     | 53,55   | 120     | 2       | 2       |
| Kumar Sangakkara     | Sri Lanka  | 9       | 8       | 465     | 83,78   | 111     | 1       | 3       |
| Jonathan Trott       | England    | 7       | 7       | 422     | 80,84   | 92      | 0       | 5       |
| Upul Tharanga        | Sri Lanka  | 9       | 9       | 395     | 83,68   | 133     | 2       | 1       |
| Bowling              |            |         |         |         |         |         |         |         |
| Spieler              | Mannschaft | Spiele  | Overs   | Wickets | Average | BBI     | 5W      | 10W     |
| Shahid Afridi        | Pakistan   | 8       | 74.3    | 21      | 12,85   | 5/16    | 2       | 0       |
| Zaheer Khan          | Indien     | 9       | 81.3    | 21      | 18,76   | 3/20    | 0       | 0       |
| Tim Southee          | Neuseeland | 8       | 72.2    | 18      | 17,33   | 3/13    | 0       | 0       |
| Robin Peterson       | Südafrika  | 7       | 56.0    | 15      | 15,86   | 4/12    | 0       | 0       |
| Muttiah Muralitharan | Sri Lanka  | 9       | 71.0    | 15      | 19,40   | 4/25    | 0       | 0       |
| Yuvraj Singh         | Indien     | 9       | 75.0    | 15      | 25,13   | 5/31    | 1       | 0       |